# Gabrius appendiculatus
Gabrius appendiculatus är en skalbaggsart som beskrevs av Sharp 1910. Gabrius appendiculatus ingår i släktet Gabrius, och familjen kortvingar. Arten är reproducerande i Sverige.